# Malcontents (Flandres)
Pour les articles homonymes, voir Malcontents.
Les malcontents, en néerlandais Malcontenten, sont un parti apparu au cours de l'insurrection des Pays-Bas contre Philippe II commencée en 1568 sous la direction de Guillaume d'Orange.
Actif en 1578 et 1579, ce parti est formé principalement de membres de la noblesse catholique des provinces du sud des Pays-Bas des Habsbourg, en particulier des comtés d'Artois et de Hainaut. Son chef de file est Emmanuel Philibert de Lalaing, baron de Montigny.
Les malcontents des Pays-Bas sont opposés à l'union nationale contre Philippe II réalisée dans des circonstances exceptionnelles par la pacification de Gand (8 novembre 1576), estimant qu'elle est trop favorable aux insurgés et aux protestants. Leur mouvement, encouragé par la politique du gouverneur général Alexandre Farnèse, aboutit le 6 janvier 1579 à l'union d'Arras des provinces et villes loyalistes, qui suscite en réaction l'union d'Utrecht des provinces insurgées (23 janvier), première ébauche des Provinces-Unies.

## Contexte

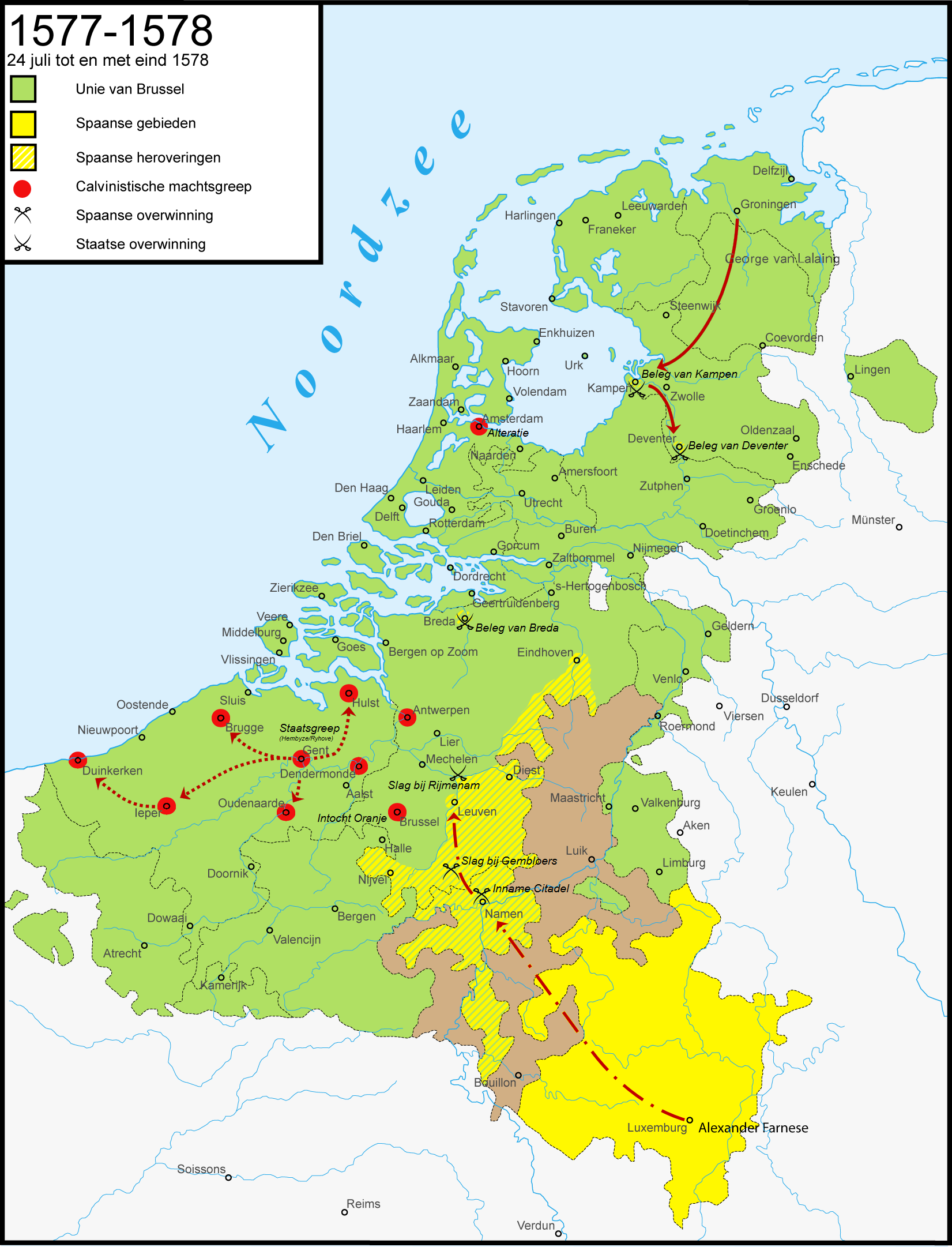
L'offensive de Don Juan et la réaction gantoise.

Depuis septembre 1576, ce sont les États généraux qui assument le gouvernement des Dix-Sept Provinces, fiefs du Saint-Empire détenus par Philippe de Habsbourg, qui est aussi roi d'Espagne sous le nom de Philippe II.
La pacification de Gand (8 novembre 1576), consécutive au sac d'Anvers par des soldats espagnols mutinés (4-7 novembre), stipule que le calvinisme est reconnu en Hollande et en Zélande tandis que les autres provinces rétablissent le catholicisme. Mais dans l'ensemble des Pays-Bas, les persécutions religieuses sont interdites dans un sens comme dans l'autre.
Don Juan d'Autriche, gouverneur général nommé par Philippe II et arrivé à Luxembourg au début de novembre 1576, est contraint d'accepter ces termes dans un premier temps (édit perpétuel). Entré à Bruxelles en mai 1577, il se réfugie en juillet dans la citadelle de Namur. En décembre, il reçoit des renforts commandés par Alexandre Farnèse. Le 31 janvier 1578, il remporte une victoire sur l'armée des États généraux à Gembloux.
Durant l'année 1577, malgré les efforts de Guillaume d'Orange pour maintenir la tolérance religieuse, plusieurs villes passées sous le contrôle des calvinistes (Bruges, Ypres et Gand) imposent le calvinisme et interdisent le catholicisme, en contradiction avec la pacification de Gand. Plusieurs grands lignages catholiques associés aux États, notamment les Croÿ et les Lalaing, s'inquiètent de cette évolution. Ils se défient en outre du poids pris par la maison d'Orange-Nassau.
Après la défaite de Gembloux, ces nobles sont suspectés par les États d'avoir volontairement favorisé l'armée royale. Ils sont renvoyés en Artois et en Hainaut, où ils cherchent à s'entendre avec les malcontents français et en particulier avec le duc d'Anjou pour expulser les troupes espagnoles qui rançonnent le pays depuis le sac d'Anvers.

## Programme
Les malcontents sont plutôt conservateurs quoique modérés. S'ils partagent l'insatisfaction des rebelles quant au mode de gouvernement de Philippe II aux Pays-Bas, ils sont cependant en rupture avec les Gueux sur plusieurs points importants. Ils s'inquiètent des violences calvinistes et du déclin social de la noblesse et se revendiquent comme fidèles au roi. Ils s'opposent notamment au poids croissant des villes au sein des Pays-Bas, en particulier de celle de Gand. Il existe un fort parallélisme avec le mouvement homonyme qui existe en France à la même époque : ce sont des mouvements nobiliaires, modérés sur le plan religieux et favorables à une réconciliation du roi et de sa noblesse. Contrairement aux malcontents français, qui s'insurgent contre la faiblesse du roi, les malcontents des Pays-Bas s'opposent au pouvoir devenu dictatorial des États généraux. En outre, le parti français est avant tout iréniste, tandis que celui des Pays-Bas est d’abord catholique.

## Historique
Après la bataille de Gembloux, une partie des nobles catholiques du sud, notamment Valentin de Pardieu, ancien page du comte de Lalaing, déserte le camp des États généraux et se réconcilie avec don Juan.
Les frères Lalaing, Emmanuel-Philibert, baron de Montigny, et Philippe, capitaine général de la cavalerie des États, grand bailli et gouverneur de Hainaut, se trouvent dans une attitude de défiance de plus en plus forte vis-à-vis des États. Tous deux sont des catholiques fervents, quoique favorables à une tolérance temporaire des calvinistes[pas clair].
Le 1er octobre 1578, Montigny trahit ouvertement les États en prenant la ville de Menin avec ses troupes, formés de Français et de Hennuyers. Il se justifie en expliquant aux délégués des États que les Gantois contrevenaient à la pacification de Gand en persécutant les catholiques de la ville. Philippe de Lalaing, depuis longtemps hostile à la présence des troupes étrangères (c'est-à-dire espagnoles), autant qu'à l'alliance anglaise promue par Guillaume d'Orange et les députés du comté de Hollande aux États généraux, choisit de suivre son frère.
Montigny et Lalaing sont alors désignés par les États comme des traitres et des « zélotes du patenostre et de l'Ave Maria ».[réf. nécessaire] Pardieu espère pouvoir convaincre son ancien maitre de se rallier au roi. Mais les Lalaing et ceux qui les suivent n'entendent pas transiger avec le roi et les troupes espagnoles et négocient leur réconciliation avec les États pour défendre le catholicisme et la pacification de Gand.
C'est la deuxième vague iconoclaste[réf. nécessaire], en 1579, qui pousse les malcontents à se réconcilier avec le roi.
Après une dernière tentative avec les États[pas clair], Lalaing et Montigny acceptent la signature du traité d'Arras (17 mai 1579) avec le roi puis se réconcilient formellement quelques jours après. Philippe II doit leur garantir le pardon, la restitution de leurs biens, titres et honneurs et leur promettre de donner plus de place à la noblesse dans l'administration des Pays-Bas.
Les Croÿ, restés en marge du mouvement malgré des sympathies évidentes, désertent le camp des États sans se rallier au roi après le traité d'Arras et tentent de négocier une pacification générale garantissant la défense du catholicisme en même temps qu'une tolérance limitée des calvinistes.